# Andrew Barto
Andrew Gehret Barto (* 1948) ist ein US-amerikanischer Informatiker, der sich mit  Künstlicher Intelligenz und besonders Maschinenlernen befasst.
Barto studierte Mathematik an der  University of Michigan mit dem Bachelor-Abschluss 1970 und wurde dort 1975 in Informatik bei Bernard Zeigler promoviert (Cellular Automata as Models of Natural Systems). Er ist Professor an der University of Massachusetts in Amherst.
Er befasst sich mit Lernen bei biologischen Systemen und bei Maschinen, wobei er interdisziplinär vorgeht (Psychologie, Neurowissenschaften, Biologie). So befasste er sich mit verschiedenen Methoden des Bestärkenden Lernens (Reinforcement Learning), wie Temporal Difference Learning, beim Aufbau autonomer Agenten.
2017 erhielt er den IJCAI Award for Research Excellence. Er ist Fellow der American Association for the Advancement of Science und des IEEE. 2004 erhielt er den  IEEE Neural Networks Society Pioneer Award.
2025 erhielt er den Turing Award zusammen mit Richard S. Sutton.

## Schriften (Auswahl)
- mit Richard S. Sutton: Reinforcement learning. An introduction, MIT Press 1998
- Herausgeber mit Jennie Si, Warren Powell, Donald Wunsch II: Handbook of Learning and Approximate Dynamic Programming, Wiley-IEEE Press, 2004